# Fred Sanderson
Fred R. Sanderson (Galesburg, 28 luglio 1872 – Galesburg, 2 agosto 1928) è stato un tennista statunitense.
Disputò il tornei di singolare di tennis ai Giochi olimpici di Saint Louis 1904, in cui fu sconfitto agli ottavi di finale.